# Criadero
Criadero war ein Flächenmaß in Mexiko. Man unterschied zwei Maße. Es gab Criadero de ganada menor und Criadero de ganada mayor.
- 1 Criadero de ganada menor = 195,07 Hektar
- 1 Criadero de ganada mayor = 438,9 Hektar